# 前田利慶
前田 利慶（まえだ としよし）は、上野国七日市藩の第4代藩主。七日市藩前田家4代。

## 略歴
第3代藩主・前田利広の長男。
元禄6年（1693年）、父の死去により家督を継ぐ。同年11月28日、下総国古河藩主・松平忠之の改易のとき、古河の在番を務めた。元禄8年（1695年）8月頃に病に倒れる。嗣子がなかったため、家督をこの時に弟の利英に譲ったといわれているが、利英は利慶の死後に家督を継いだとも言われており、定かではない。元禄8年（1695年）9月7日、江戸滝口邸にて死去した。享年26。墓所は群馬県富岡市の長学寺。

## 系譜
父母
- 前田利広（父）

養子
- 前田利英 ー 実弟